# Long Story Short (TV-serie)
Long Story Short är en amerikansk animerad komediserie vars första säsong har premiär den 22 augusti 2025 på Netflix.

## Handling
Serien följer en dysfunktionell familjs gemensamma historia, deras interna skämt och gamla sår utforskas i denna animerade komedi för vuxna som sträcker sig över flera år.

## Rollista (i urval)
- Ben Feldman
- Dave Franco
- Lisa Edelstein
- Max Greenfield
- Paul Reiser
- Abbi Jacobson
- Angelique Cabral
- Nicole Byer
- Michaela Dietz